# Protoxynotus misburgensis
Protoxynotus misburgensis ist eine ausgestorbene Art der Dornhaiartigen, die während der Kreidezeit gelebt hat. Bei dieser Art handelt es sich um die Typusart der Gattung Protoxynotus.
Die Gattung und Art wurde 1975 von Herman anhand von zwei unvollständigen und relativ schlecht erhaltenen Unterkieferzähnen (einen Symphysenzahn und einen seitlichen Zahn) beschrieben. Herman wählte für den Holotypus den etwas besser erhaltenen Symphysenzahn aus.
Der Holotypus ist nur 0,95 mm hoch und 0,55 mm breit. Die Krone hat die Form eines fast gleichseitigen Dreiecks, steht senkrecht und besitzt scharfe Schneidekanten, die bis zur Basis der Krone reichen. Auf der Labial(Außen-)seite des Zahnes reicht ein deutlicher mit Enamolid bedeckter Zapfen (Apron) bis zur Basis der Wurzel. Auf der Innenseite der Wurzel befindet sich ein zentrales Foramen, dass von einem Paar margino-linguale Foramina flankiert wird.
2022 wurde die Gattung von Feichtinger et al. einer eingehenden Revision unterzogen.